# Parti pour la reconstruction de l'ordre national
Le Parti pour la reconstruction de l'ordre national (Partido da Reedificação da Ordem Nacional, PRONA) est un ancien parti politique brésilien de droite ou d'extrême droite nationaliste fondé en 1989 par Enéas Carneiro, personnage fantasque qui fut plusieurs fois candidat à l'élection présidentielle et député fédéral.

## Description
Parti politique nationaliste et situé à droite voire à l'extrême droite, le PRONA était hostile au libre-échange et à la mondialisation, et partisan du développement nucléaire du Brésil, y compris sur le chapitre de l'armement. Le 21 décembre 2006, le PRONA fusionne avec le Parti libéral pour donner naissance au Parti de la République.